# Municipio de Oak Grove (Carolina del Norte)
El municipio de Oak Grove (en inglés: Oak Grove Township) es un municipio ubicado en el  condado de Durham en el estado estadounidense de Carolina del Norte. En el año 2010 tenía una población de 39.856 habitantes.

## Geografía
El municipio de Oak Grove se encuentra ubicado en las coordenadas 36°0′2.52″N 78°49′43.02″O / 36.0007000, -78.8286167.